# 欧邦斯河畔苏莱讷
欧邦斯河畔苏莱讷（法語：Soulaines-sur-Aubance，法語發音：[sulɛn syʁ obɑ̃s] ⓘ）是法国曼恩-卢瓦尔省的一个市镇，位于该省中部，属于昂热区。

## 地理
欧邦斯河畔苏莱讷（47°21'54"N, 0°31'21"W）面积12.72 平方千米，位于法国卢瓦尔河地区大区曼恩-卢瓦尔省，该省份为法国西部内陆省份，大致对应安茹地区，北起顺时针与马耶讷省、萨尔特省、安德尔-卢瓦尔省、维埃纳省、德塞夫勒省、旺代省、大西洋卢瓦尔省和伊勒-维莱讷省接壤。
与欧邦斯河畔苏莱讷接壤的市镇（或旧市镇、城区）包括：卢埃河畔莫泽、米尔-埃里涅、欧邦斯河畔圣默莱纳、贝勒维涅昂莱永、布里萨克-卢瓦尔-欧邦斯。

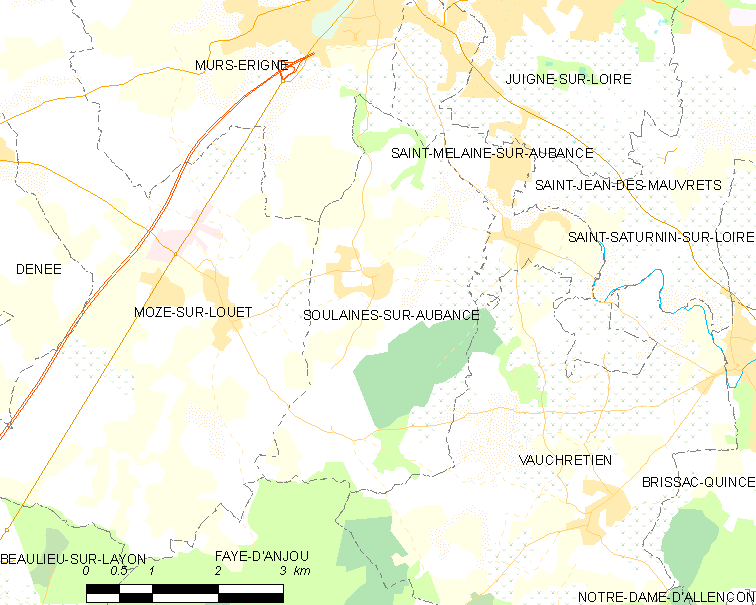
欧邦斯河畔苏莱讷的OSM定位图

欧邦斯河畔苏莱讷的时区为UTC+01:00、UTC+02:00（夏令时）。

## 行政
欧邦斯河畔苏莱讷的邮政编码为49610，INSEE市镇编码为49338。

## 政治
欧邦斯河畔苏莱讷所属的省级选区为莱蓬德塞县。

## 人口

1962-2008年间欧邦斯河畔苏莱讷人口变化图示

欧邦斯河畔苏莱讷于2022年1月1日时的人口数量为1344人。